# The Brandos
 (août 2018).
The Brandos est un groupe de rock formé en 1985 dans la ville de New York par Dave Kincaid (chant, guitare), Ernie Mendillo (basse, voix), Ed Rupprecht (guitare, chant) et Larry Mason (batterie, chant).
The Brandos se font connaître du grand public aux États-Unis en 1987 avec la sortie de leur premier album, Honor Among the Thieves et le single Gettysburg. Ils ont également établi une solide communauté de fans en Europe, où ils firent la promotion de leurs albums et de grande tournée depuis la fin des années 1980. Leurs musiques ont plusieurs fois atteint le haut des classements, aux Pays-Bas notamment.
L'unique membre fondateur de The Brandos encore actif est David Kincaid, qui est le chanteur, guitariste et producteur du groupe.